# Gösta Kihlgård
Karl Gustaf Gösta  Kihlgård, född 27 juli 1931 i Brännkyrka församling, Stockholm, död 2 november 1994 i Umeå stadsförsamling, Västerbottens län, var en svensk bandyspelare.
Kihlgård firade stora triumfer som vänsterytter i Örebro SK på 1950-talet. Han är far till Peter och Jonas Kihlgård.